# Mira-Bhayandar
Mira-Bhayandar è una città dell'India di 520.301 abitanti, situata nel distretto di Thane, nello stato federato del Maharashtra. In base al numero di abitanti la città rientra nella classe I (da 100.000 persone in su).

## Geografia fisica
La città è situata a 19° 17' 53 N e 72° 51' 43 E.

## Società

### Evoluzione demografica
Al censimento del 2001 la popolazione di Mira-Bhayandar assommava a 520.301 persone, delle quali 286.458 maschi e 233.843 femmine. I bambini di età inferiore o uguale ai sei anni assommavano a 67.069, dei quali 35.213 maschi e 31.856 femmine. Infine, coloro che erano in grado di saper almeno leggere e scrivere erano 404.827, dei quali 232.565 maschi e 172.262 femmine.